# Johnny Shaw
Pour les articles homonymes, voir Shaw.
Johnny Shaw, né à Calexico, en Californie, aux États-Unis, est un écrivain américain, auteur de roman policier.

## Biographie
Il fait des études à l'université de Californie à Los Angeles, où il obtient un diplôme en scénarisation.
Il publie en 2011 Dove Season, premier titre d'une série ayant pour héros Jimmy Veeder, dont les enquêtes se déroulent dans la Vallée impériale.
En 2012, il publie Big Maria pour lequel il est lauréat du prix Anthony 2013 du meilleur livre de poche original. 

## Œuvre

### Romans

#### SérieJimmy Veeder
- Dove Season (2011)
- Plaster City (2014)

#### Autres romans
- Big Maria (2012)
- Floodgate (2016)

### Nouvelles
- Luck (2012)
- Gay Street (2012)
- The Snickerdoodle Kerfuffle (2013)
- The Big Red One (2013)

## Prix et distinctions

### Prix
- Prix Anthony 2013 du meilleur livre de poche original pour Big Maria[1]

### Nominations
- Prix Lefty 2015 du meilleur roman pour Plaster City[2]
- Prix Lefty 2017 du meilleur roman policier humoristique pour Floodgate[2]